# Cortinarius aureomarginatus
Cortinarius aureomarginatus är en svampart som beskrevs av A. Pearson ex P.D. Orton 1984. Cortinarius aureomarginatus ingår i släktet Cortinarius och familjen spindlingar.   Inga underarter finns listade i Catalogue of Life.